# Kreis Corsier
| Kreis Corsier           | Kreis Corsier       |
| Basisdaten              | Basisdaten          |
| ----------------------- | ------------------- |
| Staat:                  | Schweiz             |
| Kanton:                 | Waadt (VD)          |
| Bezirk:                 | Vevey               |
| Hauptort:               | Corsier-sur-Vevey   |
| Fläche:                 | 20,27 km²           |
| Einwohner:              | 10'915 (31.12.2023) |
| Bevölkerungsdichte:     | 538 Einw. pro km²   |
| Aufgehoben am:          | 31. Dezember 2006   |
| Karte                   |                     |
| Karte von Kreis Corsier |                     |

Der Kreis Corsier (französisch Cercle de Corsier) war bis zum 31. August 2006 eine Verwaltungseinheit des Bezirks Vevey im Kanton Waadt in der Schweiz. Sitz des Kreisamtes war Corsier-sur-Vevey.
Der Kreis umfasste vier Gemeinden und war 20,27 km² gross. Die Gemeinden des ehemaligen Kreises zählten Ende 2023 10'915 Einwohner.
| Wappen            | Name der Gemeinde | Einwohner (31. Dezember 2023) | Fläche in km² | Einw. pro km² |
| ----------------- | ----------------- | ----------------------------- | ------------- | ------------- |
| Chardonne         | Chardonne         | 3'236                         | 10,31         | 314           |
| Corseaux          | Corseaux          | 2'336                         | 1,06          | 2204          |
| Corsier-sur-Vevey | Corsier-sur-Vevey | 3'428                         | 6,74          | 509           |
| Jongny            | Jongny            | 1'915                         | 2,16          | 887           |
| Total (4)         | Total (4)         | 10'915                        | 20,27         | 538           |